# Eqaluit (Upernavik)
Eqaluit [ɜˈqaluit] (nach alter Rechtschreibung Eĸaluit; dänisch Rosenkrantz oder Colonie-Rosenkrantz) ist eine wüst gefallene grönländische Siedlung im Distrikt Upernavik in der Avannaata Kommunia.

## Lage
Eqaluit liegt in einer gleichnamigen Bucht im Norden der Halbinsel Innerit. Auf der gegenüberliegenden Seite des Sunds Sullua liegt die Insel Qeqertaq, auf der 25 km westsüdwestlich heute der Ort Upernavik Kujalleq liegt. Nur knapp 10 km westlich lag früher der Wohnplatz Ikerasak.

## Geschichte
Carl Dalager schlug 1768 vor, eine neue nördlichste Kolonie in Grönland zu gründen. Er beauftragte seinen Handelsassistenten Andreas Bruun mit der Realisierung des Plans. Dieser fuhr am 30. Juni 1769 von der Kolonie Ritenbenk in Saqqaq aus nach Norden und erreichte die Gegend am 5. Juli. Dort suchte er nach einem geeigneten Platz und bevorzugte dabei Eqaluit gegenüber Kangersuatsiaq, da sich hier ein guter Hafen befand. In Eqaluit wurde somit die Kolonie Rosenkrantz gegründet, benannt nach dem Oberkriegssekretär und späteren Staatsminister Frederik Christian Rosenkrantz. Es wurden ein Wohnhaus und später drei Erdhäuser als Waschhaus, Böttcherei und Speckhaus errichtet. Es stellte sich jedoch schnell heraus, dass die Lage unvorteilhaft war, da die Gegend unbewohnt war und die Bevölkerung deutlich weiter im Norden wohnte, die nächsten im über den Seeweg über 40 km entfernten Kangersuatsiaq. Andreas Bruun suchte als Kolonialverwalter der neuen Kolonie deswegen kurz darauf im Norden nach einer geeigneteren Stelle und fand Upernavik. 1770 wurde er von Carl Dalager abgelöst, übernahm das Amt aber 1771 erneut und versetzte die Kolonie nach Upernavik, wo sie am 8. August 1772 offiziell eröffnet wurde.